# Campeonato Maranhense de Futebol - Segunda Divisão
O Campeonato Maranhense de Futebol da Segunda Divisão é a divisão de acesso ao Campeonato Maranhense de Futebol.

## Regulamento
A competição será realizada em quatro fase distintas. As equipes selecionados na pré-série entram em dois grupos diferentes onde somente os primeiros colocados avançaram para a fase de grupos, a fase de grupos do campeonato maranhense de futebol segunda divisão, será dividida em dois grupos de quatro equipes, através de regionalização entre os mandos de campos ou seja a localização geográfica do clube, para definir a sua participação nos grupos, após completar a fase de grupos as piores equipes serão rebaixados para pré-série b do ano seguinte, por outro os quatro melhores clubes em diferentes grupos se encontram nas semifinais, (1° do grupo A x 2° grupo do B), (1° do grupo B x 2° do grupo A), onde os clubes vencedores serão promovidos para elite do estadual, os clubes finalistas serão sorteados em relação ao seu mando de partida, para definir onde será o palco de uma partida única, o vencedor do confronto totalmente é declarado campeão da divisão de acesso, rumo a elite do futebol, maranhense, assim como o vice-campeão.

### Pré-Série B
A pré-série B é a primeira fase da divisão de acesso que é disputa por 5 equipes, das cinco, duas rebaixadas na fase de grupos na edição passada, formato regional através do mando de partida, dois grupos em números de equipes diferentes, os primeiros colocados de cada grupo desta fase avançam para a fase de grupos.

### Fase de grupos
A fase de grupos é a segunda fase de competição que complementar seis partidas para cada equipe, a segunda fase é dividida em dois grupos de quatro equipes destas oito equipes, as duas melhores de cada grupo avançam para as semifinais, já as piores de cada grupo serão rebaixadas para pré-série b, seguido o módulo de localização geográfica do mando da partida.

### Semifinais
As semifinais é a penúltima fase, que envolve as quatro melhores equipes do campeonato, com partidas de ida e volta através de definição do direito do mando de campo ser definido com base no destaque na fase de grupos, independente de sua localização geográfica as equipes se enfrentam em duas partidas, os confrontos seguintes sendo (primeiro colocado do grupo A x Segundo colocado do grupo B, primeiro colocado do grupo B x Segundo colocado do grupo A), se houver empate nos dois agregado no tempo regulamentar a partida de volta, irá direto para às penalidades máximas, os vencedores da semifinal encaminho as suas vagas restantes para a final da divisão de acesso futebolista, e também são promovidas para elite do futebol maranhense profissional.

### Final
O formato da final é definido através dos vencedores, promovidos, das semifinais onde irá acontecer um sorteio de mando da partida única em relação aos dois clubes, que irá ser realizada na sede da Federação Maranhense de Futebol, que organiza a decisão estadual em partida única, se houver empate no agregado no tempo regulamentar a partida irá direto para às penalidades máximas, ou se não houver, o vencedor irá ser o campeão da divisão de acesso do futebol maranhense.

### Critérios de Desempate
Em todas as fases, os critérios de desempate serão usados na seguinte forma:
1. Maior número de pontos;
2. Maior número de vitórias;
3. Maior saldo de gols;
4. Maior número de gols marcados;
5. Maior número de pontos no confronto direto (inaplicável para empates com 3 ou mais equipes);
6. Maior saldo de gols no confronto direto (inaplicável para empates com 3 ou mais equipes);
7. Menor número de cartões vermelhos;
8. Menor número de cartões amarelos;
9. Sorteio.

## Associações participantes na temporada esportiva 2025
| Baixa | Clube recentemente rebaixado da Primeira Divisão Estadual de 2024 |

## Títulos por equipes
| Equipe              | Cidade                     | Títulos                     | Vice            |
| ------------------- | -------------------------- | --------------------------- | --------------- |
| Aliados             |                            | 4 (1949, 1958, 1960 e 1961) | 0               |
| IAPE                | São Luís                   | 2 (2008 e 2020)             | 1 (2024)        |
| Santa Quitéria      | Santa Quitéria do Maranhão | 2 (2005 e 2009)             | 0               |
| Moto Club           | São Luís                   | 2 (2010 e 2013)             | 0               |
| Maranhão            | São Luís                   | 2 (2015 e 2022)             | 0               |
| Chapadinha          | Chapadinha                 | 1 (2002)                    | 2 (2018 e 2022) |
| Americano           | Bacabal                    | 1 (2016)                    | 2 (2004 e 2012) |
| Sabiá               | Caxias                     | 1 (2011)                    | 1 (2014)        |
| Expressinho         | São Luís                   | 1 (2014)                    | 1 (2001)        |
| Bacabal             | Bacabal                    | 1 (2017)                    | 1 (2020)        |
| Pinheiro            | Pinheiro                   | 1 (2018)                    | 1 (2016)        |
| Juventude           | São Mateus do Maranhão     | 1 (2019)                    | 1 (2005)        |
| Cordino             | Barra do Corda             | 1 (2021)                    | 1 (2010)        |
| Tuntum              | Bacabal                    | 1 (2023)                    | 1 (2021)        |
| Atenas              | São Luís                   | 1 (1920)                    | 0               |
| Colombo             | São Luís                   | 1 (1921)                    | 0               |
| Botafogo            |                            | 1 (1943)                    | 0               |
| Ferroviário         | São Luís                   | 1 (1945)                    | 0               |
| General Sampaio     |                            | 1 (1950)                    | 0               |
| Nacional            |                            | 1 (1953)                    | 0               |
| Coroatá             | Coroatá                    | 1 (1993)                    | 0               |
| Tocantins           | Imperatriz                 | 1 (2001)                    | 0               |
| Comerciário         | São Luís                   | 1 (2004)                    | 0               |
| Santa Luzia         | Santa Luzia                | 1 (2006)                    | 0               |
| Itinga do Maranhão  | Itinga do Maranhão         | 1 (2007)                    | 0               |
| Balsas              | Balsas                     | 1 (2012)                    | 0               |
| Real Codó           | Codó                       | 1 (2024)                    | 0               |
| Viana               | Viana                      | 1 (2024)                    | 2 (2009 e 2011) |
| Paysandu Maranhense | São Luís                   | 0                           | 1 (1921)        |
| Tupi                |                            | 0                           | 1 (1953)        |
| Porto Franco        | Porto Franco               | 0                           | 1 (1993)        |
| Falcão              | São Luís                   | 0                           | 1 (2002)        |
| Nacional            | Santa Inês                 | 0                           | 1 (2006)        |
| JV Lideral          | Imperatriz                 | 0                           | 1 (2008)        |
| Araioses            | Araioses                   | 0                           | 1 (2013)        |
| Marília             | Imperatriz                 | 0                           | 1 (2015)        |
| Timon               | Timon                      | 0                           | 1 (2017)        |
| Atlético Bacabal    | Bacabal                    | 0                           | 1 (2019)        |
| Imperatriz          | Imperatriz                 | 0                           | 1 (2023)        |

## Artilheiros
| Ano  | Artilheiro       | Clube                           | Gols            |
| ---- | ---------------- | ------------------------------- | --------------- |
| 2001 | Sem informações  | Sem informações                 | Sem informações |
| 2002 | Toinho Cortês    | Chapadinha (Chapadinha)         | 9               |
| 2003 | Não disputada    | Não disputada                   | Não disputada   |
| 2004 | Aragão           | Comerciário (São Luís)          | 3               |
| 2005 | Sem informações  | Sem informações                 | Sem informações |
| 2006 | Sem informações  | Sem informações                 | Sem informações |
| 2007 | Cauta            | São José (São José de Ribamar ) | 3               |
| 2008 | Valdanes         | JV Lideral (Imperatriz)         | 9               |
| 2009 | Quirino          | Santa Quitéria (Santa Quitéria) | 5               |
| 2010 | Gilson           | Moto Club (São Luís)            | 8               |
| 2011 | Fábio            | Timon (Timon)                   | 3               |
| 2012 | Raimundão        | Balsas (Balsas)                 | 8               |
| 2013 | Kléber Pereira   | Moto Club (São Luís)            | 9               |
| 2014 | Ítalo            | Sabiá (Caxias)                  | 5               |
| 2015 | Júnior Chicão    | Marília (Imperatriz)            | 6               |
| 2016 | Samuel           | Americano (Bacabal)             | 4               |
| 2017 | Cris             | Bacabal (Bacabal)               | 4               |
| 2018 | Neto             | Pinheiro (Pinheiro)             | 5               |
| 2019 | Edrean           | Chapadinha (Chapadinha)         | 9               |
| 2020 | Maranhão         | Timon (Timon)                   | 6               |
| 2021 | Diogo            | Tupan (São Luís)                | 5               |
| 2021 | Juninho Maranhão | Americano (Bacabal)             | 5               |
| 2021 | Ulisses          | Cordino (Barra do Corda)        | 5               |
| 2022 | Fabrício Pereira | Chapadinha (Chapadinha)         | 14              |
| 2023 | Edrean           | Timon (Timon)                   | 8               |
| 2024 | Bacurau          | São Luís (São Luís)             | 5               |
| 2024 | Mikeias          | IAPE (São Luís)                 | 5               |